# Championnat de Saint-Marin de football 1986-1987
Navigation
Saison précédente Saison suivante
La saison 1986-1987 de Serie A1 était la deuxième édition de la première division saint-marinoise.
Lors de celle-ci, le SC Faetano a tenté de conserver son titre de champion face aux huit meilleurs clubs saint-marinois lors d'une série de matchs se déroulant sur toute l'année.
Parmi les neuf clubs participants, les deux derniers du classement ont été relégués en Série A2 et les quatre premiers se sont retrouvés en demi-finale puis en finale du championnat.
C'est le SP La Fiorita qui a été sacré champion de Saint-Marin pour la première fois de son histoire.

## Les 9 clubs participants
| Club            | Ville          |
| --------------- | -------------- |
| GS Dogana       | Serravalle     |
| SC Faetano      | Faetano        |
| SP Cailungo     | Borgo Maggiore |
| SP La Fiorita   | Montegiardino  |
| SP Libertas     | Borgo Maggiore |
| SP Tre Penne    | Serravalle     |
| SS San Giovanni | Borgo Maggiore |
| SS Montevito    | Fiorentino     |
| SS Murata       | Saint-Marin    |

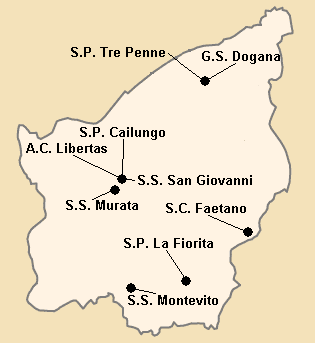
Localisation des clubs engagés dans le championnat.

En raison du peu de nombre de stades se trouvant sur le territoire de Saint-Marin, les matchs sont joués par tirage au sort sur un des six stades suivants :
- Stadio Olimpico (Serravalle)
- Campo di Fiorentino (Fiorentino)
- Campo di Acquaviva (Chiesanuova)
- Campo di Dogana (Serravalle)
- Campo Fonte dell'Ovo (Domagnano)
- Campo di Serravalle (Serravalle)

## Compétition

### Classement
| Rang | Équipe          | Pts | J  | G | N | P  | Bp | Bc | Diff |
| ---- | --------------- | --- | -- | - | - | -- | -- | -- | ---- |
| 1    | SC Faetano (T)  | 24  | 16 | 9 | 6 | 1  | 33 | 12 | +21  |
| 2    | SS Montevito    | 21  | 16 | 8 | 5 | 3  | 35 | 19 | +16  |
| 3    | SP La Fiorita   | 20  | 16 | 7 | 6 | 3  | 21 | 12 | +9   |
| 4    | GS Dogana       | 19  | 16 | 6 | 7 | 3  | 27 | 19 | +8   |
| 5    | SS Murata       | 16  | 16 | 5 | 6 | 5  | 23 | 24 | -1   |
| 6    | SP Libertas (C) | 14  | 16 | 3 | 8 | 5  | 20 | 24 | -4   |
| 7    | SP Cailungo     | 11  | 16 | 3 | 5 | 8  | 17 | 28 | -11  |
| 8    | SS San Giovanni | 11  | 16 | 3 | 5 | 8  | 16 | 24 | -8   |
| 9    | SP Tre Penne    | 7   | 16 | 2 | 4 | 10 | 19 | 47 | -28  |

|     | Qualifié pour les playoffs             |
|     | Relégué en Serie A2                    |
| (T) | Tenant du titre 1985-1986              |
| (C) | Vainqueur de la Coppa Titano 1986-1987 |

### Playoffs
Pour la première fois, le titre se jouera entre les quatre meilleures équipes de la saison régulière.
|  | Demi-finales   | Demi-finales   |               |     | Finale | Finale |
|  |                |                |               |     |        |        |
|  |                |                |               |     |        |        |
|  |                |                |               |     |        |        |
|  | SC Faetano (T) | 2              |               |     |        |        |
|  | SC Faetano (T) | 2              |               |     |        |        |
|  | GS Dogana      | 0              |               |     |        |        |
|  | GS Dogana      | 0              | SP La Fiorita | 2   |        |        |
|  |                |                | SP La Fiorita | 2   |        |        |
|  |                | SC Faetano (T) | 0             |     |        |        |
|  | SP La Fiorita  | SC Faetano (T) | 0             | 0 5 |        |        |
|  | SP La Fiorita  |                |               | 0 5 |        |        |
|  | SS Montevito   | 0 4            |               |     |        |        |
|  | SS Montevito   | 0 4            |               |     |        |        |

## Bilan de la saison
| Tableau d'Honneur |               |
| Compétition       | Vainqueur     |
| Serie A1          | SP La Fiorita |
| Coppa Titano      | SP Libertas   |
| Trophée Fédéral   | SP La Fiorita |

| Promotions et relégations |                                               |
| Relégués en Serie A2      | SP Tre Penne SS San Giovanni                  |
| Promus de Serie A2        | SS Folgore/Falciano SP Tre Fiori SP Domagnano |